# Tangerine Dream
Tangerine Dream is een Berlijnse elektronische muziekgroep, opgericht door Edgar Froese in 1967. De band is een van de pioniers in het elektronische genre. Aanvankelijk speelden zij avant-garde-rock, maar vanaf 1972 keerden zij de conventionele instrumenten de rug toe en speelden ze uitsluitend met elektronische instrumenten. Dit nieuwe genre wordt ook de Berlijnse School genoemd.

## The Pink Years
De band ontstond in Berlijn, toen Edgar Froese in 1967 een aantal musici om zich heen verzamelde: Charlie Prince (zang), Volker Hombach (saxofoon, dwarsfluit en viool), Lanse Hapshash (slagwerk) en Kurt Herkenberg (basgitaar). Froese was destijds beoogd gitarist van de band. De bron van de naam van de band is in al die jaren niet opgehelderd; er zijn drie verklaringen:
- Het lied Lucy in the Sky with Diamonds van The Beatles, daarin wordt gewag gemaakt van Tangerine Trees, wellicht verkeerd geïnterpreteerd als Tangerine Dream;
- Het lied Lady Greengrass van The Ones, dat de zinsnede bevat: The lady lifts her dress and floats to dreamland…the trees turn tangerine;
- Het album Tangerine Dream van de Britse band Kaleidoscope.

De band schopte het in 1968 tot een voorprogramma van Frank Zappa, destijds al een fenomeen. Dat kon echter niet verhinderen dat de band uiteen viel in maart 1969. Herkenberg ging musiceren in Curly Curve met Heiner Pudelko (later Interzone) en Alex Conti (later Lake). Froese speelde even verder als studiomuzikant en kwam in aanraking met Steve Jolliffe, veel later zou hij als vast lid opduiken van TD. Froese speelde ook met Nik Potter, de latere man in Van der Graaf Generator. In deze periode maakte Froese ook kennis met drummer Klaus Schulze.
Een tweede versie ontstond niet veel later als Froese en Schulze Conrad Schnitzler in de gelederen opnemen, Tangerine Dream ging toen echt van start. Het in oktober opgenomen album Electronic meditation werd in juni 1970 op de markt gebracht door het platenlabel Ohr, dat later failliet ging. Er zouden nog drie albums bij dat label volgen. Het label had als logo een roze oor, vandaar dat de periode, die gelijkliep met de stijlontwikkeling van de band, aangeduid wordt als The Pink Years. In datzelfde jaar viel de band opnieuw uiteen. Schnitzler gaat verder solo en Schulze startte Ash Ra Tempel met Manuel Göttsching. De derde versie van TD kwam tot stand doordat Christopher Franke uit Agitation Free overstapte en Steve Schroyder de band kwam versterken. Het eerste wapenfeit van die combinatie was de single Ultima Thule, dat in de loop der jaren 70 een verzamelaarsobject werd, toen TD doorbrak en Ohr failliet was.
In 1971 was het exit Schroyder, die later wel even terug zou komen. Schroyder belandde later in de trancescene. Peter Baumann uit amateurbandje "Burning Touch" kwam hem vervangen. De combinatie Froese, Franke en Baumann begon met Zeit aan een succesvolle periode in het leven van TD. De afsluiting van The Pink Years vond plaats met de opnamen van Green desert, dat echter pas veel later zou worden uitgegeven. TD begon op te vallen, ook in Engeland waar inmiddels John Peel bezig was met zijn radioprogramma waarin (voor die tijd) alternatieve muziek werd gedraaid. Richard Branson van Virgin Records kwam in contact met de band en bood ze een contract aan. Ohr bleek te plaatselijk te werken en TD wilde de wereld in trekken. Wellicht speelde ook het succes van Mike Oldfields Tubular Bells een rol bij de overstap. De albums uit de vroege "The Pink Years"-periode speelden een belangrijke rol in de krautrock. The Virgin Years braken aan voor TD.

## The Virgin Years
The Virgin Years zouden een andere stijl laten horen, die ook uitmondde in een diversicatie binnen de elektronische muziek, de stroming New Age muziek begon op te komen, maar ook invloeden van de klassieke muziekstroming minimal music werden opgenomen. The Virgin Years begonnen eigenlijk met een album dat pas in 1986 werd uitgebracht. Green desert werd opgenomen door Franke en Froese in een van de periodes dat Baumann afwezig was. Het album bevatte de overstap tussen de muzikale stijl tussen The Early Years en The Virgin Years. Op 16 juni 1974 ging TD voor het eerste optreden in het Verenigd Koninkrijk, daarop volgde een tournee van drie weken. De concerten bestonden voor het overgrote deel uit improvisaties. Phaedra en Rubycon werden (relatief) grote successen en wellicht het grootste succes van de band in die tijd. Op die albums ontwikkelde TD zich steeds meer binnen de stroming Berlijnse School voor elektronische muziek, samen met solist Klaus Schulze. Ook in de lente van 1975 was Baumann weer elders, Michael Hoenig (voorheen Agitation Free) viel voor een korte periode voor hem in; opnamen gedurende die tijd zijn er niet, behalve in de boxen met Bootlegs. Stratosfear bracht niet alleen een Europese tournee met zich mee van 31 optredens; ook de Verenigde Staten kwamen aan de beurt met 16 concerten begin 1977.
In diezelfde periode beginnen de eerste opdrachten voor filmmuziek binnen te komen; een eerste resultaat is Sorcerer. Er zouden er nog vele volgen. Baumann vertrok vanwege zijn financiële problemen en muzikale meningsverschillen. Hij startte zijn eigen platenlabel Private Music en bracht enkele niet succesvolle soloalbums uit. Opvolger was Steve Jolliffe, die bij Cyclone weer een zangstem in de band bracht, al was het van korte duur. Ook Klaus Krüger kwam in de band. De fans hielden niet van het gezang en na een album was het alweer exit Jolliffe. Krüger werd gevraagd door Iggy Pop zodat na Force Majeure TD weer op zoek moest naar een derde man; het werd Johannes Schmoelling. Succes volgde weer, zelfs in de DDR waar ze mochten optreden. TD is dan ook te horen in de moederpolitieserie in Duitsland: Tatort; van hun bijdrage verscheen de single Das Mädchen auf der Treppe.
The Virgin Years komen tot een eind als het platenlabel onvoldoende geld ter beschikking stelt voor de opnamen van Hyperborea. The Blue Years gaan beginnen.

## The Blue Years
Met livealbum Poland braken "The Blue Years aan". The Blue Years is een verwijzing naar het blauwe imprint van Jive Records, hun toenmalige platenlabel. TD is gedurende die jaren populair als schrijvers van filmmuziek. Naast de reguliere uitgaven verschenen nogal wat soundtracks. Ook verscheen er een soundtrack die niet op naam van de band werd uitgegeven, maar wel muziek van TD bevatte: Risky business. Voor het eerst verscheen de naam Jerome Froese op een album. Tegelijkertijd vertrok Johannes Schmoelling, die werd opgevolgd door Paul Haslinger. Na het concert te Berlijn waarvan de opnamen verschenen op Livemiles vertrok Franke, die bijna vanaf het begin de muzikale partner van Froese was geweest. Een tijdelijk vervanger werd gevonden in Ralf Wadephul. Hij zou de tour van 1988 meespelen en daarna weer vertrekken. Na Livemiles ging TD over naar Private Music, het platenlabel van Ex-lid Peter Baumann. De album die daar uitgebracht werden vallen onder "The Melrose Years".

## Later
Na Virgin kwamen nog een aantal perioden met stijlwisselingen in het leven van de band, die meer dan 80 albums op haar naam heeft staan en ongeveer net zoveel personeelswisselingen.
In de zomer van 2020 sloot Paul Frick (Brandt Breuer Frick) zich bij Tangerine Dream aan, dat daarvoor nog een trio was met Quaeschning, Schnauss en Yamane. Hij had al eerder samengewerkt met Quaeschning, aldus IO Pages 165 juli 2020. In oktober 2021 gaf de band aan dat Schnauss niet meer mee zou doen voor het album Strange behavior dat in begin 2022 verscheen. Hij speelde vanaf dan ook niet meer met concerten mee.

## Discografie

### Ep's
- Das Mädchen Auf der Treppe (1982)
- Warsaw in the Sun (1984)
- Streethawk (1985)
- Dolphin Dance (1986)
- Alexander Square (1989)
- Dreamtime (1993)
- Turn of the Tides CDS (1994)
- Shepherds Bush (1996)
- Limited World Tour Edition 1997 (1997)
- Sony Center Topping Out Ceremony Score (1998)
- Astoria Theatre London (2003)
- Space Flight Orange (2005)
- 40 Years Roadmap to Music (2006)

### Albums
De groep staat bekend om de zeer grote hoeveelheid albums die in de loop der jaren werden voortgebracht.  
Exclusief verzamelalbums:
| volgnummer | jaar uitgifte | titel                                                 | Studio/Live          | Serie                            |
| ---------- | ------------- | ----------------------------------------------------- | -------------------- | -------------------------------- |
| 1          | 1970          | Electronic meditation                                 | studio               | Nebulous dawn                    |
| 2          | 1971          | Alpha Centauri                                        | studio               | Nebulous dawn                    |
| 3          | 1972          | Zeit                                                  | studio               | Nebulous dawn                    |
| 4          | 1973          | Atem                                                  | studio               | Nebulous dawn                    |
| 5          | 1974          | Phaedra                                               | studio               |                                  |
| 6          | 1975          | Rubycon                                               | studio               |                                  |
| 7          | 1975          | Ricochet                                              | live                 |                                  |
| 8          | 1976          | Stratosfear                                           | studio               |                                  |
| 9          | 1977          | Sorcerer                                              | soundtrack           |                                  |
| 10         | 1977          | Encore                                                | live                 |                                  |
| 11         | 1978          | Cyclone                                               | studio               |                                  |
| 12         | 1979          | Force Majeure                                         | studio               |                                  |
| 13         | 1980          | Tangram                                               | studio               |                                  |
| 14         | 1980          | Quichotte                                             | live                 |                                  |
| 15         | 1981          | Thief                                                 | soundtrack           |                                  |
| 16         | 1981          | Exit                                                  | studio               |                                  |
| 17         | 1982          | White Eagle                                           | studio               |                                  |
| 18         | 1982          | Logos Live                                            | live                 |                                  |
| 19         | 1983          | Hyperborea                                            | studio               |                                  |
| 20         | 1984          | Wavelength                                            | soundtrack           |                                  |
| 21         | 1984          | Firestarter                                           | soundtrack           |                                  |
| 22         | 1984          | Flashpoint                                            | soundtrack           |                                  |
| 23         | 1984          | Poland                                                | live                 |                                  |
| 24         | 1985          | Heartbreakers                                         | soundtrack           |                                  |
| 25         | 1985          | Le Parc                                               | studio               |                                  |
| 26         | 1986          | Green desert                                          | studio               |                                  |
| 27         | 1986          | Pergamon                                              | heruitgave Quichotte |                                  |
| 28         | 1986          | Legend                                                | soundtrack           |                                  |
| 29         | 1986          | Underwater sunlight                                   | studio               |                                  |
| 30         | 1987          | Tyger                                                 | studio               |                                  |
| 31         | 1988          | Three o'clock high                                    | soundtrack           |                                  |
| 32         | 1988          | Near dark                                             | soundtrack           |                                  |
| 33         | 1988          | Shy people                                            | soundtrack           |                                  |
| 34         | 1989          | Livemiles                                             | studio en live       |                                  |
| 35         | 1989          | Optical race                                          | studio               | The Melrose Years                |
| 36         | 1989          | Miracle mile                                          | soundtrack           | The Melrose Years                |
| 37         | 1989          | Lily on the beach                                     | studio               | The Melrose Years                |
| 38         | 1989          | Destination Berlin                                    | soundtrack           |                                  |
| 39         | 1990          | Melrose                                               | studio               |                                  |
| 40         | 1991          | Canyon dreams                                         | soundtrack           |                                  |
| 41         | 1991          | Dead solid perfect                                    | soundtrack           |                                  |
| 42         | 1991          | The park is mine                                      | soundtrack           |                                  |
| 43         | 1991          | L'affaire Wallraff                                    | soundtrack           |                                  |
| 44         | 1992          | Rockoon                                               | studio               |                                  |
| 45         | 1992          | Rumpelstiltskin                                       | vertelling           |                                  |
| 46         | 1992          | Quinoa                                                | studio               | Dice-box                         |
| 47         | 1992          | Deadly care                                           | soundtrack           |                                  |
| 48         | 1993          | 220 Volt live                                         | live                 |                                  |
| 49         | 1994          | Turn of the tides                                     | studio               |                                  |
| 50         | 1994          | Catch me if you can                                   | soundtrack           |                                  |
| 51         | 1995          | Tyranny of beauty                                     | studio               |                                  |
| 52         | 1995          | The dream mixes                                       | herbewerking         | DM1, Dice-box                    |
| 53         | 1996          | Zoning                                                | soundtrack           |                                  |
| 54         | 1996          | Goblins club                                          | studio               |                                  |
| 55         | 1997          | Oasis                                                 | soundtrack           | Dice-box                         |
| 56         | 1997          | Tournado                                              | live                 | Dice-box                         |
| 57         | 1997          | Timesquare (The Dream mixes 2)                        | herbewerking (deels) | DM2, Dice-box                    |
| 58         | 1997          | The keep                                              | soundtrack           |                                  |
| 59         | 1997          | Ambient monkeys                                       | studio               | Dice-box                         |
| 60         | 1997          | Der Meteor                                            | vertelling           |                                  |
| 61         | 1998          | Dream encores                                         | studio               | Dice-box                         |
| 62         | 1998          | The Hollywood years, volume 1                         | soundtrack           | Dice-box                         |
| 63         | 1998          | The Hollywood years, volume 2                         | soundtrack           | Dice-box                         |
| 64         | 1998          | Transsiberia                                          | soundtrack           | Dice-box                         |
| 65         | 1998          | Valentine wheels                                      | live                 |                                  |
| 66         | 1999          | Sohoman                                               | live                 |                                  |
| 67         | 1999          | What a blast                                          | soundtrack           |                                  |
| 68         | 1999          | Mars Polaris                                          | studio               |                                  |
| 69         | 1999          | Great wall of China                                   | soundtrack           |                                  |
| 70         | 2000          | Soundmill navigator                                   | live                 |                                  |
| 71         | 2000          | Antique dreams                                        | studio/live          |                                  |
| 72         | 2000          | The seven letters from Tibet                          | studio               |                                  |
| 73         | 2000          | I-Box                                                 | studio/live          |                                  |
| 74         | 2001          | The past hundred moons (The Dream mixes 3)            | herbewerking         | DM3                              |
| 75         | 2002          | Inferno                                               | live                 | Danteserie                       |
| 76         | 2003          | Mota Atma                                             | soundtrack           |                                  |
| 77         | 2003          | The bootleg box set volume 1                          | live                 |                                  |
| 78         | 2003          | DM4 (The Dream mixes 4)                               | herbewerking         | DM4                              |
| 79         | 2003          | Rockface                                              | live                 | Vaultserie                       |
| 80         | 2004          | The bootleg box set volume 2                          | live                 |                                  |
| 81         | 2004          | Purgatorio                                            | studio               | Danteserie                       |
| 82         | 2004          | Tangerine Dream Live Aachen                           | live                 | The Bootmoon-serie               |
| 83         | 2004          | Tangerine Dream Live Montreal                         | live                 | The Bootmoon-serie               |
| 84         | 2004          | Tangerine Dream Live Paris                            | live                 | The Bootmoon-serie               |
| 85         | 2004          | Tangerine Dream Live Sydney                           | live                 | The Bootmoon-serie               |
| 86         | 2004          | Tangerine Dream Live Ottawa                           | live                 | The Bootmoon-serie               |
| 87         | 2004          | East                                                  | live                 | Vaultserie                       |
| 88         | 2004          | Arizona live '92                                      | live                 | Vaultserie                       |
| 89         | 2005          | Vault IV                                              | live                 | Vaultserie                       |
| 90         | 2005          | Kyoto                                                 | studio               |                                  |
| 91         | 2005          | Jeanne d'Arc                                          | studio               |                                  |
| 92         | 2005          | Rocking Mars                                          | live                 | Vaultserie                       |
| 93         | 2005          | Phaedra (2005)                                        | herbewerking         |                                  |
| 94         | 2006          | Blue dawn                                             | studio               |                                  |
| 95         | 2006          | Paradiso                                              | studio               | Danteserie                       |
| 96         | 2006          | Tangerine Dream Live Detroit                          | live                 | The Bootmoon-serie               |
| 97         | 2006          | Tangerine Dream Live Preston                          | live                 | The Bootmoon-serie               |
| 98         | 2007          | Tangerine Dream plays Tangerine Dream                 | herbewerking         |                                  |
| 99         | 2007          | Metaphor                                              | studio-ep            |                                  |
| 100        | 2007          | Springtime in Nagasaki                                | studio               | Atomic seasons                   |
| 101        | 2007          | Madcap's Flaming Duty                                 | studio               |                                  |
| 102        | 2007          | Sleeping watches snoring in silence                   | studio-ep            |                                  |
| 103        | 2007          | Bells of Accra                                        | live                 |                                  |
| 104        | 2007          | Summer in Nagasaki                                    | studio               | Atomic seasons                   |
| 105        | 2007          | One Times One                                         | studio-ep            |                                  |
| 106        | 2007          | Purple Diluvial                                       | studio-ep            |                                  |
| 107        | 2008          | Views from a Red Train                                | studio               |                                  |
| 108        | 2008          | The Anthology Decades The Space Years Volume 1        | studio               |                                  |
| 109        | 2008          | Tangram 2008                                          | herbewerking         |                                  |
| 110        | 2008          | Hyperborea 2008                                       | herbewerking         |                                  |
| 111        | 2008          | Das Romantische Opfer                                 | studio-ep            | Cupdisc-serie                    |
| 112        | 2008          | Fallen Angels                                         | studio-ep            | Cupdisc-serie                    |
| 113        | 2008          | Autumn in Hiroshima                                   | studio               | Atomic seasons                   |
| 114        | 2008          | Choice                                                | studio-ep            | Cupdisc-serie                    |
| 115        | 2009          | The London Eye Concert                                | live                 |                                  |
| 116        | 2009          | Flame                                                 | studio-ep            | Cupdisc-serie                    |
| 117        | 2009          | Chandra The Phantom Ferry Part I                      | studio               |                                  |
| 118        | 2009          | Live @ Dussman                                        | downloadalbum        |                                  |
| 119        | 2009          | A Cage in Search of a Bird                            | studio-ep            | Cupdisc-serie                    |
| 120        | 2009          | Winter in Hiroshima                                   | studio               | Atomic seasons                   |
| 121        | 2010          | Izu                                                   | live                 |                                  |
| 122        | 2010          | DMV                                                   | herbewerking         | DM5                              |
| 123        | 2010          | Zeitgeist EP                                          | studio-ep            | Cupdisc-serie                    |
| 124        | 2010          | Zeitgeist concert                                     | live                 |                                  |
| 125        | 2010          | Under cover                                           | studio               |                                  |
| 126        | 2011          | The endless season                                    | studio               | Atomic seasons                   |
| 127        | 2011          | The Island of the Fay                                 | studio               | Eastgate's sonic poem series     |
| 128        | 2011          | The Gate of Saturn                                    | studio               | Cupdisc-serie                    |
| 129        | 2011          | The Angel of the West Window                          | studio               | Eastgate's sonic poem series     |
| 130        | 2011          | Live at the Lowry                                     | live                 | Manchester                       |
| 131        | 2011          | Mona da Vinci                                         | studio-ep            | Cupdisc-serie                    |
| 132        | 2011          | Finnegans wake                                        | studio               | Eastgate's sonic poem series     |
| 133        | 2011          | Knights of Asheville                                  | live                 | Asheville                        |
| 134        | 2012          | Machu Picchu                                          | studio               | Cupdisc-serie                    |
| 135        | 2012          | Live in Budapest at Bela Bartók National Concert Hall | live                 | Boedapest (2012)                 |
| 136        | 2012          | Live at Admiralspalast Berlin                         | live                 | Berlijn                          |
| 137        | 2013          | Starmus-Sonic universe                                | live                 | Tenerife, met Brian May          |
| 138        | 2013          | Cruise to destiny                                     | studio               | voor Cruise to the edge          |
| 139        | 2013          | One night in Africa                                   | live                 |                                  |
| 140        | 2013          | Lost in strings, volume 1                             | studio               |                                  |
| 141        | 2013          | The castle                                            | studio               | Eastgate's sonic poem series     |
| 142        | 2014          | GTA5, The cinematographic score                       | studio               | Grand Theft Auto V               |
| 143        | 2014          | Chandra - The Phantom Ferry Part II                   | studio               |                                  |
| 144        | 2014          | Sorcerer 2014                                         | studio               | heruitgave filmmuziek            |
| 145        | 2014          | Josephine the mouse singer                            | studio               | cupdisc                          |
| 146        | 2014          | Phaedra farewell tour 2014                            | live-album           | tour 2014                        |
| 147        | 2014          | Mala Kunia                                            | studio               | cupdisc                          |
| 148        | 2015          | Supernormal - The Australian concerts 2014            | live-album           | tour 2014                        |
| 149        | 2015          | Out of this world                                     | afscheidsalbum       |                                  |
| 150        | 2015          | Quantum key                                           | studio               | cupdisc                          |
| 151        | 2016          | Live at the Philharmony Szczecin-Poland 2016          | live-album           | Eerste concert The quantum years |
| 152        | 2017          | The sessions I                                        | studio               | cupdisc                          |
| 153        | 2017          | Quantum gate                                          | studio               | cupdisc                          |
| 154        | 2017          | Light flux                                            | studio               | cupdisc                          |
| 155        | 2018          | The sessions II                                       | live-album           | cupdisc                          |
| 156        | 2018          | The sessions III                                      | live-album           | cupdisc                          |
| 157        | 2018          | The sessions IV                                       | live-album           | cupdisc                          |
| 158        | 2019          | Live at Augusta Raurica                               | live-album           |                                  |
| 159        | 2019          | The sessions V                                        | live-album           | cupdisc                          |
| 160        | 2020          | Recurring dreams                                      | studio               | oude nummers opnieuw opgenomen   |
| 161        | 2020          | The sessions VI                                       | live-album           | cupdisc                          |
| 162        | 2021          | The sessions VII                                      | live-album           | cupdisc                          |
| 163        | 2021          | Probe 6-8                                             | studioalbum          | cupdisc                          |
| 164        | 2022          | Raum                                                  | studioalbum          | studioalbum                      |
| 165        | 2022          | Strange behavior                                      | studioalbum          | filmmuziek uit 1981              |
| 166        | 2022          | The sessions box set                                  | livealbum            | 8 cd's                           |
| 167        | 2023          | The sessions VIII                                     | livealbum            | cupdisc                          |

### Video/Dvd
- 1991: Canyons dreams
- 1993: Three phase
- 1997: Oasis
- 2007: Tangerine Dream live at Coventry Cathedral
- 2007: Phaedra Live
- 2007: London Astoria Club Concert 2007
- 2008: One Night in Space
- 2008: Orange odyssey
- 2008: The Epsilon Journey
- 2008: Lorley 2008
- 2008: The London Eye Concert
- 2009: Rocking out the bats

### Compilaties, remixes
- (1985) Dream Sequence - compilatie
- (1995) Dream Mixes - remixes
- (1996) Dream Roots Collection - remixes
- (1997) Dream Mixes 2: TimeSquare - remixes
- (2000) I-Box 1970-1990 - compilation
- (2001) Dream Mixes 3: The Past Hundred Moons - remixes